# Onthophagus solmani
Onthophagus solmani é uma espécie de inseto do género Onthophagus, família Scarabaeidae, ordem Coleoptera.
Foi descrita cientificamente por Stebnicka em 1975.